# Gare du Nord (stanice metra v Paříži)

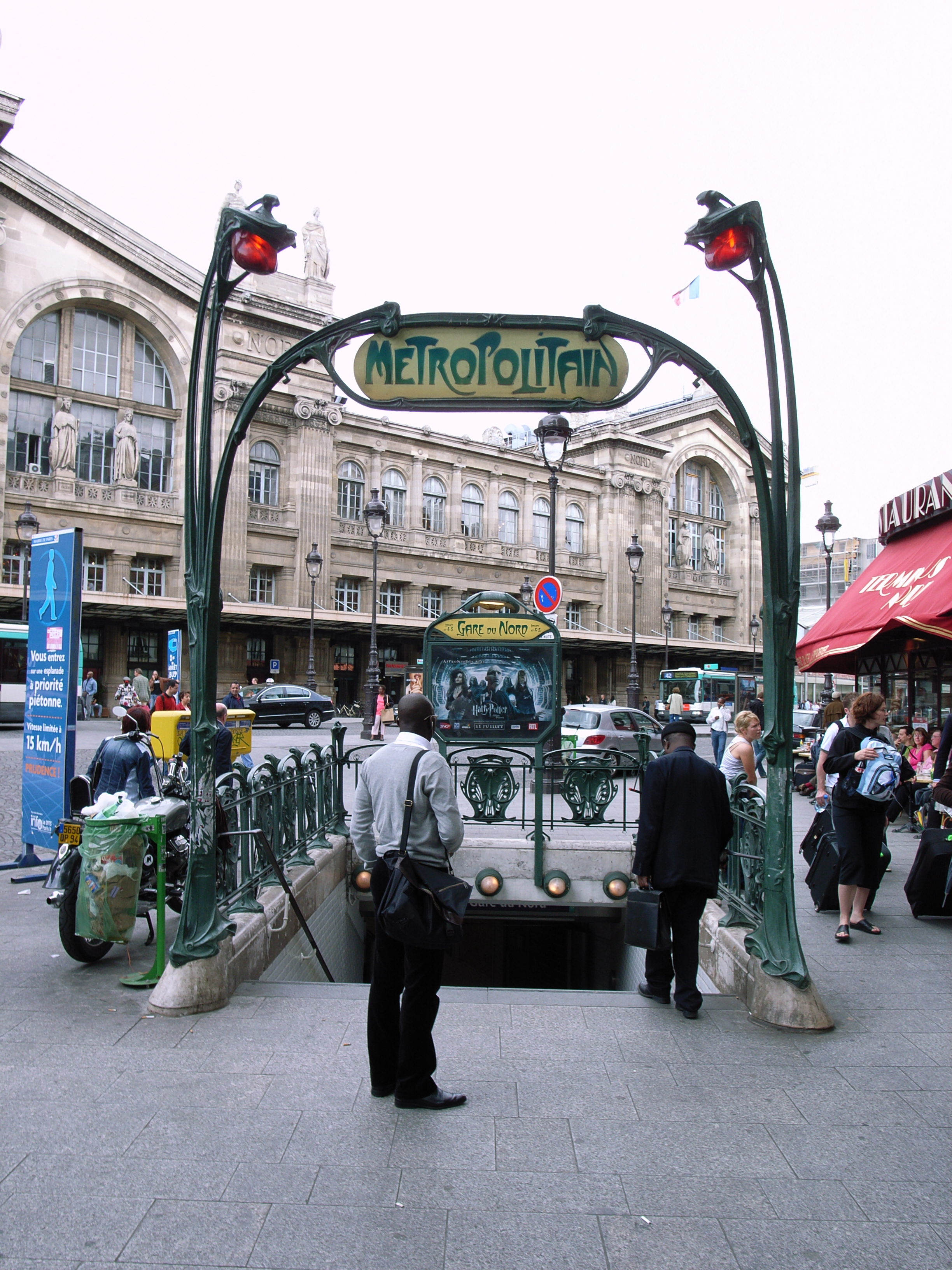
Vstup do stanice před nádražím

Gare du Nord je přestupní stanice pařížského metra mezi linkami 4 a 5 v 10. obvodu v Paříži. Nachází se pod železničním nádražím Gare du Nord (Severní nádraží), které je se 180 milióny cestujících ročně (2002) největší nádraží v Evropě a třetí na světě. Na tomto nádraží je možné přestoupit na tratě SNCF, mj. TGV, na linku Eurostar, linky Transilien a rovněž na linky RER. Díky této konstelaci byla v roce 2004 zdejší stanice s 36,24 milióny cestujících nejvytíženější stanicí metra v Paříži.

## Historie
15. listopadu 1907 byla linka 5 prodloužena od stanice Lancry (dnes Jacques Bonsergent) k nádraží Gare du Nord, kde končila ve stanici Gare du Nord USFRT.
Současná stanice Gare du Nord byla otevřena 21. dubna 1908 jako součást prvního úseku linky 4 mezi stanicemi Porte de Clignancourt a Châtelet. Později byla tato stanice přestavěna tak, aby se zde mohla napojit i linka 5. K tomu došlo až 6. října 1942, kdy bylo otevřeno zdejší nástupiště a hned 12. října odtud linka 5 dále pokračovala do stanice Église de Pantin. Stanice Gare du Nord USFRT byla pro veřejnost uzavřena.
Nástupiště linky 4 bylo až do poloviny 60. let 75 metrů dlouhé. Když na této lince začaly v roce 1967 jezdit vozy na pneumatikách, byla stanice přestavěna. Nástupiště bylo prodlouženo až do požadované délky 90 metrů a na místě původního schodiště byla vytvořena nezbytná přestupní chodba.
Na konci 70. let byl ve stanici užit nový design, pro který se vžilo označení styl „motte“. Stěny byly obloženy bílými dlaždicemi rovnanými ve sloupcích a nikoliv, jak bylo zvykem, na vazbu. Bylo přidáno osvětlení, kamenné lavičky a zelené sedačky a vlys v podobě plochých zelených dlaždic.
10. prosince 1981 došlo k napojení linky RER B a 27. září 1987 linky RER D. 12. července 1999 byla otevřena stanice RER Magenta, kde je možné podzemní chodbou přestupovat na další linku RER E.

## Název
Stanice byla pojmenována po železničním nádraží Gare du Nord (Severní nádraží), pod nímž se nachází a odkud odjíždějí vlaky do severní Francie.

## Vstupy
Stanice má několik východů:
- Boulevard de Denain u domu č. 9
- Rue de Dunkerque u domů č. 17 a 18
- Nádražní hala